# SpellForce: The Order of Dawn
SpellForce: The Order of Dawn ist ein Computerspiel des deutschen Entwicklerstudios Phenomic Game Development, das verschiedene Elemente aus Echtzeit-Strategiespiel, Rollenspiel und Fantasy verbindet. Es erschien am 28. November 2003 für Windows, veröffentlicht vom österreichischen Publisher Jowood. 2004 und 2005 erschienen zwei Erweiterungen mit den Titeln The Breath of Winter und Shadow of the Phoenix, 2006 folgte dann der Nachfolger SpellForce 2: Shadow Wars, 2017 erschien SpellForce 3.

## Handlung
Der Handlungsort des Spiels ist die Fantasy-Welt Eo. Die 13 mächtigsten Zauberer von Eo, die Zirkelmagier, haben die Welt in Chaos und Verzweiflung gestürzt. In ihrem Streben nach grenzenloser Macht mithilfe einer besonderen astronomischen Konstellation, der Konvokation, brachten sie Tod und Verderben, riesige Armeen beschworener Runenkrieger, welche an den Willen ihrer Runenbesitzer gebunden sind, verwüsteten das Land. Ganze Kontinente versanken durch die Macht der Elemente, die die Magier in dunklen Ritualen heraufbeschworen hatten. Schließlich kamen die Zirkelmagier selbst um.
Das Spiel setzt acht Jahre nach der Konvokation ein. Rohen, der scheinbar einzig überlebende Zirkelmagier, der die magischen Portale auf den wenigen verbliebenen Landmassen zum Zwecke ihrer Verbindung errichtete, erfährt von der Rückkehr des Bösen. Er beschwört daher einen Runenkrieger, den Avatar, der ihn im bevorstehenden Kampf unterstützen soll. Dieser erhält seine Rune, wodurch er aus eigenem Willen agieren kann. Ein Bote berichtet Rohen vom Angriff der „Eisernen“, einem riesigen Heer sehr mächtiger magischer aus Eisen bestehender Wesen, worauf der Zirkelmagier aufbricht, um sich dieser Bedrohung zu stellen. Auf seine Anweisung hin begibt sich der Held zunächst zu Satarius, dem Freund Rohens und Führer des „Ordens des Erwachens“ in die Stadt Graufurt und erledigt fortan verschiedene Aufträge für den Orden und seine Verbündeten. Schließlich kommt es in den Frostmarschen zum folgenreichen Wiedersehen mit Rohen, denn dieser ahnt nichts von der Existenz eines weiteren Zirkelmagiers, genannt „der Dunkle“. Er tötet Rohen, ohne dass der Held eingreifen kann. Nun steht dem Avatar ein harter und langer Kampf gegen die Heere des unbekannten Feindes bevor, der ihn sogar bis in die Abgründe der Hölle führt. Nachdem es schließlich gelungen ist, den Schöpfer der „Eisernen“ zu besiegen, trifft der Held erneut auf den anderen Zirkelmagier, der sich als jüngerer Rohen zu erkennen gibt. Im Glauben, die Konvokation nun zu seinen Gunsten nutzen zu können und zu grenzenloser Macht zu gelangen, reist dieser durch ein Zeitportal in die Vergangenheit zurück.

## Spielprinzip
Es handelt sich um einen Genremix aus Echtzeit-Strategiespiel, Rollenspiel, den die Entwickler selbst RPS (Roleplaying Strategy) nennen.
Die Handlung ist linear, an ihrem Ende steht der Kampf gegen einen Endgegner. Durch erfolgreiche Kämpfe und das Erfüllen verschiedener Aufträge sammelt der Held Erfahrungspunkte, die er für die Verbesserung seiner Eigenschaften benötigt. Die Steuerung erfolgt überwiegend per Maus. Der Spieler kann das Geschehen wahlweise aus der Vogelperspektive verfolgen oder den Helden aus der Third-Person-Perspektive steuern.
Die Spielwelt besteht aus mehreren aufeinander aufbauenden Karten (Level), die durch Portale miteinander verbunden sind. Die erste Karte hat dabei den niedrigsten Schwierigkeitsgrad; hier erlernt der Spieler zunächst den Umgang mit den Seelensteinen und den Monumenten und erfüllt einfache Quests.
Mit der Hauptfigur, dem Avatar, bereist man die einzelnen Karten, um schließlich dem Endgegner gegenüberzustehen. Der Held bekommt durch erfolgreiche Kämpfe und das Erfüllen von Aufträgen Erfahrungspunkte, mit denen er wiederum ein höheres Level erreichen kann (in der Regel bis Level 30). Mit jeder neuen Stufe kann er seine vorhandenen Fähigkeiten verbessern bzw. neue erlernen. Durch die Bindung an eine Rune (eine magische Repräsentanz der Seele) wird der Held unsterblich; wird der Avatar von einem Gegner getötet, erwacht er an einem Seelenstein zu neuem Leben, verliert aber einen Teil seiner gewonnenen Erfahrungspunkte.
Die zweite Funktion der Seelensteine ist die eines Reisehilfsmittels. Seelensteine, die der Held einmal aktiviert hat, sind durch ein Netzwerk miteinander verbunden und erlauben dem Helden, vom Standort eines solchen Seelensteins zu dem Standort eines beliebigen anderen zu reisen.
Der Avatar hat an entsprechenden Monumenten die Möglichkeit, selber Helden aus Runen an seine Seite zu rufen oder mit Menschen, Elfen, Zwergen, Orks, Trollen und Dunkelelfen eine große Armee aufzubauen. Alle Rassen haben einen eigenen Technologiebaum und eigene Stärken und Schwächen. Dadurch gestalten sich die Missionen abwechslungsreich und es können mehrere Wege zum Erfüllen der Mission führen. Jede Rasse besitzt zudem einen mächtigen Repräsentanten („Titan“). Die Gegner errichten allerdings keine Gebäude und sammeln keine Rohstoffe. Stattdessen produzieren sie Einheit um Einheit, bis all ihre Gebäude zerstört sind. Dies ist ein häufig erwähnter Kritikpunkt des Spiels.

## Technik
Die Spiel-Engine, auf der Spellforce basiert, ist die KRASS-Engine von Massive Development, auf die JoWooD durch den Kauf des Entwicklerstudios im Dezember 2000 Zugriff bekam.

## Rezeption
Die Idee sei ambitioniert und das Spiel in der Presse sehr hoch gelobt, jedoch sei die Umsetzung höchstens durchschnittlich. Zwar sei die Kulisse, der Soundtrack und die Tag- und Nachtwechsel sehr stimmungsvoll. Auch Spieldauer und Umfang seien sehr hoch. Zudem sei das Spiel einsteigerfreundlich, bleibe jedoch völlig anspruchslos. Die Hintergrundgeschichte sei schwach. Mit dem Helden könne sich der Spieler nicht identifizieren. Dafür blieben die Dialoge zu platt. Die Computergegner verhalten sich dümmlich. Das Schema der Missionen bleibe fast immer gleich.

## Erweiterungen

### The Breath of Winter
Die Erweiterung besteht aus einer komplett neuen Kampagne, die sich auf zwölf Karten vollzieht und etwa 40 Stunden Spielzeit bietet. Der Avatar muss neu erstellt werden, eine Übernahme aus dem Hauptspiel ist nicht möglich. Es gibt neue Set Items und einen Coop-Modus, allerdings keine neue Rasse, die der Spieler befehligen kann. Im Gegensatz zum Original fällt The Breath of Winter etwas strategischer aus; ein geordneter Rückzug ist an einigen Stellen taktisch sinnvoller.
Im neuen Modus „Freies Spiel“ kann der Spieler aus zahlreichen Karten wählen, die sich immer wieder variabel aufbauen. Hier können Helden mit verschiedenen Eigenschaften ausprobiert werden, zudem lassen sich einige wertvolle Items finden. Über Netzwerk bzw. Internet können bis zu drei Spieler gleichzeitig mitwirken.
Ein Fial Darg, ein Prinz der Dunkelheit, hat die Herrschaft über das Rote Imperium übernommen und strebt nach der Rückkehr der Renegaten, der dunklen Götter. Um seinen Plan zu verwirklichen, braucht er das Blut einer erstgeborenen Elfe. Aus diesem Grund entführt er Cenwen, die Letzte ihrer Art, aus der Umgebung des Eisdrachen Aryn, um sie in seinem Ritual zu opfern. Aryn, der durch Cenwens Gesang in den Schlaf gesungen wurde, erwacht nach dem Verschwinden der Elfe und droht die Welt Fiara für immer in ewiges Eis zu verwandeln. Die Eiselfen versuchen, Cenwen zu befreien und verfolgen den Fial Darg ins Sumpfgebiet, wo sie ihn gefangen nehmen können. Kurz zuvor war es seinen Dienern jedoch gelungen, die Elfenkönigin in sein Feuerimperium zu verschleppen.
Im Sumpfgebiet halten sich noch zahlreiche Flüchtlinge der Konvokation auf, die nun Aryns Zorn fürchten. Durch die beiden Kämpfer Lena und Grim wird ein Runenkrieger gerufen, der den Eisdrachen Einhalt gebieten soll. Da es scheint, dass die Eiselfen hinter Aryns Erwachen stecken, unterstützt der Avatar den Kampf gegen diese. Doch schon bald muss er erkennen, dass er getäuscht wurde; Grim befreit den Fial Darg und gibt sich als dessen Diener zu erkennen. Während der Fial Darg mit Grim in sein Reich zurückkehrt, hinterlassen seine nun auftauchenden Dunkelelfen-Heere eine Spur von Tod und Verwüstung. Zusammen mit den Eiselfen, die nunmehr seine wahren Verbündeten sind, muss der Held zunächst die Flüchtlinge in Sicherheit bringen. Anschließend nimmt er den Kampf gegen das Rote Imperium auf, um den Fial Darg zu stoppen und Cenwen zu befreien, damit die Zerstörung der Welt verhindert werden kann.

### Shadow of the Phoenix
Die zweite Erweiterung bietet eine neue Handlung mit 13 neuen Karten. In über 40 Stunden Spielzeit wird die Geschichte der beiden vorherigen Kampagnen fortgesetzt, daher trifft man auch auf viele alte bekannte Figuren. Es ist möglich, das Spiel mit einem Hauptcharakter aus den älteren Spellforce-Teilen zu beginnen. Darüber hinaus gibt es zahlreiche neue Zauber und Items (diese lassen sich im Spiel sogar modifizieren), sowie zwei neue Einheiten und Gebäude für jedes Volk. Für Multiplayer und Koop-Modus gibt es 10 bzw. 15 neue Karten.
Der „Maskierte“, der dem Helden in The Breath of Winter scheinbar helfend zur Seite stand, hat die Zirkelmagier wiedererweckt und somit zu seinen Sklaven gemacht. Mit Hilfe der einst mächtigen Zauberer strebt er nun selbst nach grenzenloser Macht. Wie der Held im Verlauf der Geschichte erfährt, ist der „Maskierte“ kein Geringerer als der einstige Zirkelmagier Hokan Ashir, der seinerzeit als mächtiger Nekromant galt. Seine neue Macht verdankt er ausgerechnet dem Helden aus The Order of Dawn, der Hokans Geist die „Maske des Belial“ beschafft und den Zirkelmagier somit wieder zum Leben erweckt hat. Einzig mit dem Phönixstein können Hokans Pläne durchkreuzt werden. Doch dessen Inhalt, ein von den Zirkelmagiern gebannter Phoenix, kann nur mit Hilfe des Schattenschwertes freigesetzt werden. Da der Avatar aus The Order of Dawn den Phönixstein besitzt, während der Held aus The Breath of Winter das Schattenschwert trägt, kommt es im finalen Teil zum gemeinsamen Kampf beider Charaktere gegen ihre einstigen Sklavenmeister und ihren Beschwörer.